# Leopold von Wien
Leopold von Wien (* um 1340; † nach 1385 wohl in Wien) war österreichischer Gelehrter und Geschichtsschreiber des 14. Jahrhunderts.

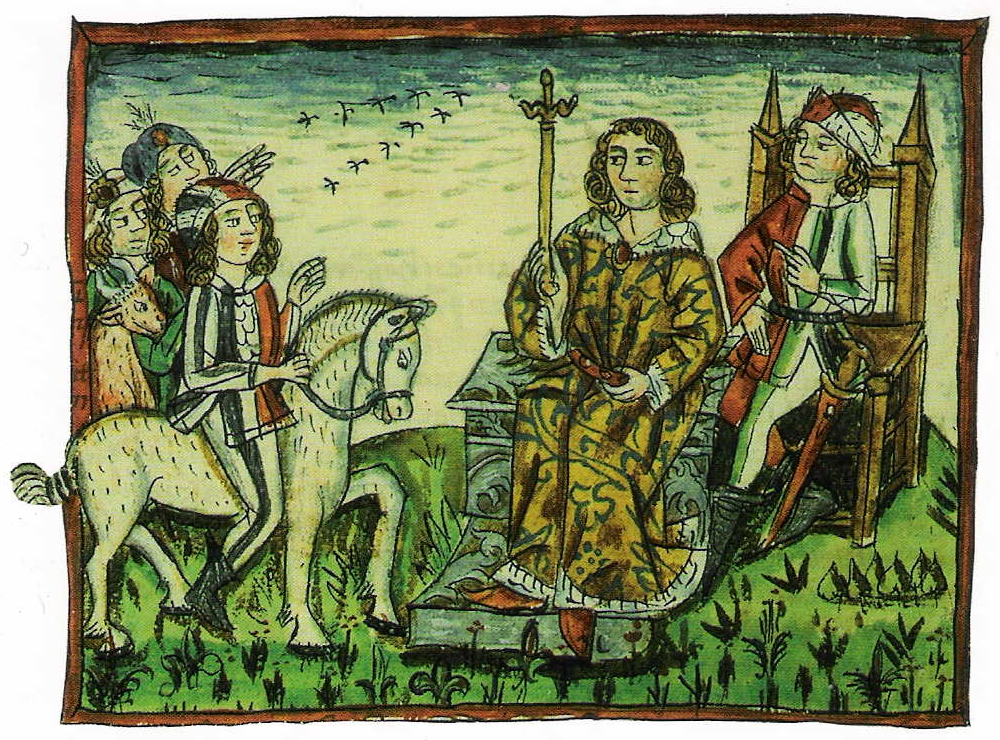
Kärntner Herzogeinsetzung auf dem Zollfeld. Illustration in der „Österreichischen Chronik“

Leopold war ab 1368 Mitglied der Augustiner-Eremiten in Wien. Er studierte und lehrte an der 1384 errichteten theologischen Fakultät der Universität Wien, ab 1385 war er Ehrenkaplan des Papstes. Der ihm früher beigelegte Familienname Stainreuter wird heute allgemein abgelehnt.
Er gilt als Autor der Österreichischen Chronik von den 95 Herrschaften, die wohl im Auftrag des österreichischen Herzogs Albrecht III. Ende des 14. Jahrhunderts verfasst wurde. Dabei handelt es sich um ein umfangreiches Geschichtswerk (angeblicher) österreichischer Herrscher seit Noach, die das Geschichtsbild des 15. Jahrhunderts bestimmen sollte. Hierbei ging es dem Verfasser bzw. dem Auftraggeber weniger um eine exakte Darstellung historischer Fakten als vielmehr darum, eine angebliche Abstammung des Herzogtums Österreich und seiner Herrscher vom alttestamentlichen Judentum darzustellen, um so die eigene Bedeutung aufzuwerten.
Die Bedeutung des Werks wird dadurch unterstrichen, dass bis heute etwa 50 Handschriften davon bekannt sind. Es wurde mit Wappenbildern aus der „Ahnenreihe“ der Habsburger sowie mit Bildern zur biblischen und österreichischen Geschichte illustriert. Im Auftrag von Kaiser Friedrich III. wurden Motive der Chronik an der Wappenwand der Georgskirche in Wiener Neustadt umgesetzt.